# Heinrich Porges

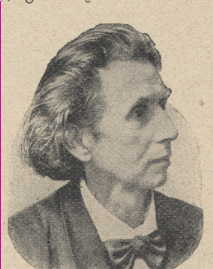
Musikdirektor Heinrich Porges

Heinrich Porges (* 25. November 1837 in Prag, Kaisertum Österreich; † 17. November 1900 in München) war ein sudetendeutscher Chorleiter und Musikkritiker.

## Leben
Heinrich Porges’ begüterte, jüdische Eltern waren Simon Porges (1801–1869) und Charlotte Porges.
Im Elternhaus hatte er Franz Liszt (1856), Hans von Bülow (1857) und Peter Cornelius (1860) kennengelernt. Er studierte zunächst Rechtswissenschaften und Philosophie an der Universität Prag und wandte sich dann der Musik (Klavier, Harmonielehre und Kontrapunkt) zu, mit dem Ziel, Pianist zu werden. Ab 1863 redigierte er mit Franz Brendel in Leipzig die Neue Zeitschrift für Musik. 1866 berief ihn König Ludwig II. auf Vorschlag Wagners nach München, wo er Einführungen zu Tristan und Isolde, Die Meistersinger von Nürnberg und Lohengrin verfasste. Als Der Ring des Nibelungen 1876 in Bayreuth uraufgeführt wurde, war Porges einer der Assistenten Wagners und hielt dessen Äußerungen zu Werk und Wiedergabe detailliert fest. Auch zu Parsifal sind entsprechende Aufzeichnungen in einem Klavierauszug erhalten. Er war ein begeisterter Anhänger der Werke Liszts und war einer der treuesten jüdischen Mitstreiter Wagners. Von diesem wurde er auch wegen seiner Schriften hoch geschätzt.
Porges war mit Wilhelmine geb. Merores verheiratet, sie hatten die Töchter Elsa Bernstein (1866–1949), die Librettistin von Engelbert Humperdincks Oper Königskinder, und Gabriele (1867–1942; im Ghetto Theresienstadt ermordet).
Das Grab von Heinrich Porges befindet sich auf dem Münchner Ostfriedhof, (Grab M-li-94). Es wurde von Hermann Obrist entworfen.

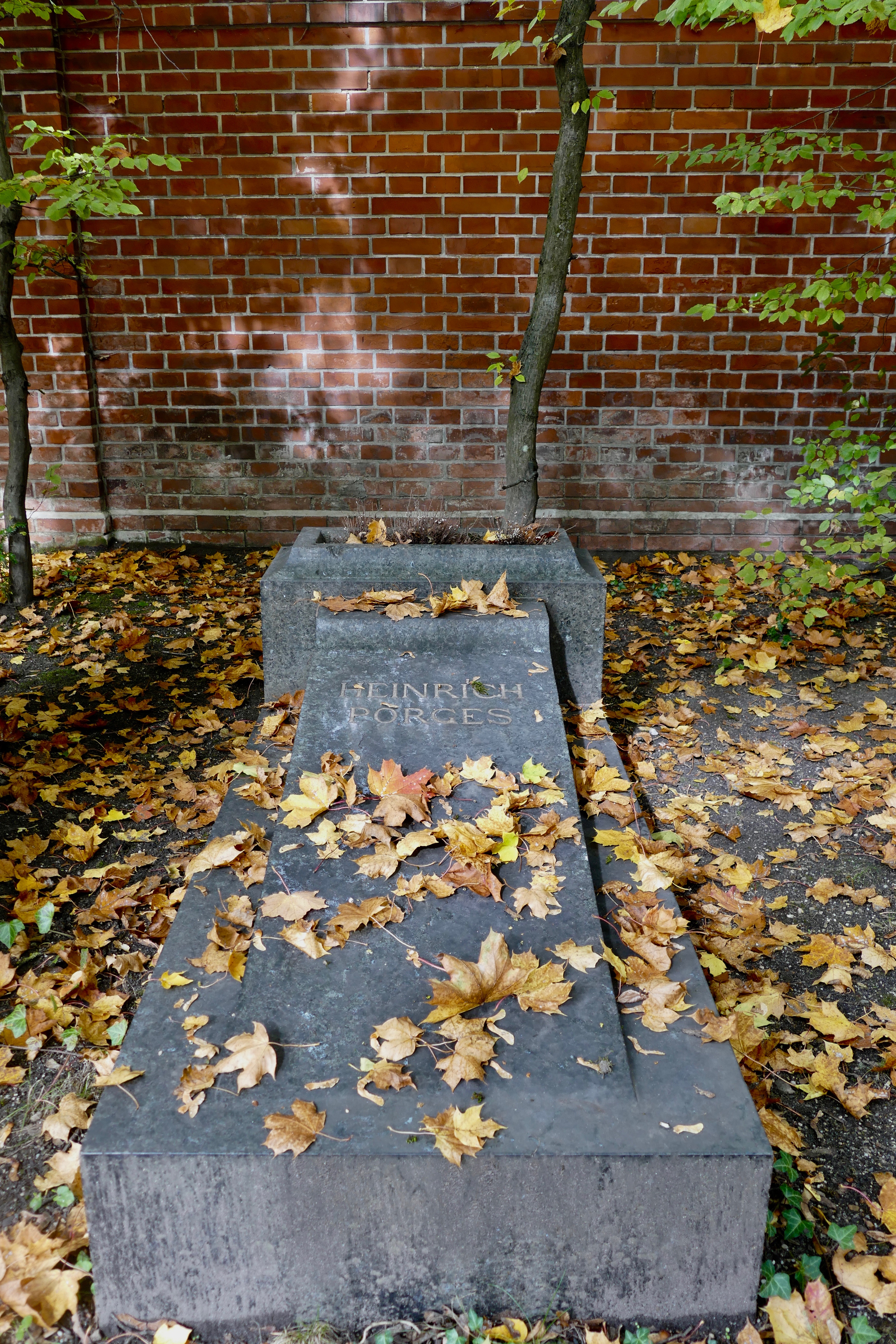
Grab von Heinrich Porges